# Voetbalkampioenschap van Lübeck-Mecklenburg 1923/24
In 1923/24 werd het tweede voetbalkampioenschap van Lübeck-Mecklenburg gespeeld, dat georganiseerd werd door de Noord-Duitse voetbalbond. 
VfR Lübeck werd kampioen en plaatste zich voor de Noord-Duitse eindronde. De club verloor in de eerste ronde met 1-5 van Holstein Kiel. 
De voetbalafdelingen van de grotere sportclubs MTV Oldesloe, Lübecker TS 1876 en SV Gut Heil Lübeck werden zelfstandig onder de namen Oldesloer SV, SV Phönix Lübeck en Lübecker SV 1913. Dit fenomeen vertoonde zich in heel Duitsland omdat de voetbalafdelingen gedwongen zelfstandig moesten worden van de regering.

## Bezirksliga
| Plaats | Club              | Wed. | W | G | V | Saldo | Ptn   |
| ------ | ----------------- | ---- | - | - | - | ----- | ----- |
| 1.     | VfR Lübeck        | 14   | 8 | 3 | 3 | 34:23 | 19:9  |
| 2.     | Schweriner FC 03  | 14   | 7 | 4 | 3 | 29:18 | 18:10 |
| 3.     | Rostocker FC 1895 | 14   | 5 | 5 | 4 | 29:24 | 15:13 |
| 4.     | SV Phönix Lübeck  | 14   | 6 | 3 | 5 | 25:23 | 15:13 |
| 5.     | Lübecker BV 03    | 14   | 3 | 7 | 4 | 26:25 | 13:15 |
| 6.     | VfL Schwerin      | 14   | 4 | 4 | 6 | 26:29 | 12:16 |
| 7.     | Lübecker SV 1913  | 14   | 4 | 3 | 7 | 18:28 | 11:17 |
| 8.     | Oldesloer SV      | 14   | 3 | 3 | 8 | 18:45 | 9:19  |

|  | Kampioen, geplaatst voor Noord-Duitse eindronde |

## Promotiewedstrijd
Omdat Phönix Lûbeck en Lübecker BV 03 op 15 april 1924 fuseerden moest Oldesloer SV geen wedstrijd voor het behoud spelen maar speelden twee tweedeklassers voor de promotie. 
Heen
|  |                         |       |                   |        |
|  | FC Germania 1904 Wismar | 6 – 0 | SV Polizei Lübeck | Wismar |
|  |                         |       |                   | Wismar |

Terug
|  |                   |       |                         |        |
|  | SV Polizei Lübeck | 1 – 4 | FC Germania 1904 Wismar | Lübeck |
|  |                   |       |                         | Lübeck |